# Sticherus nudus
Sticherus nudus là một loài dương xỉ trong họ Gleicheniaceae. Loài này được Moritz ex Reichard Nakai mô tả khoa học đầu tiên năm 1950.